# Teatro Argentino de La Plata

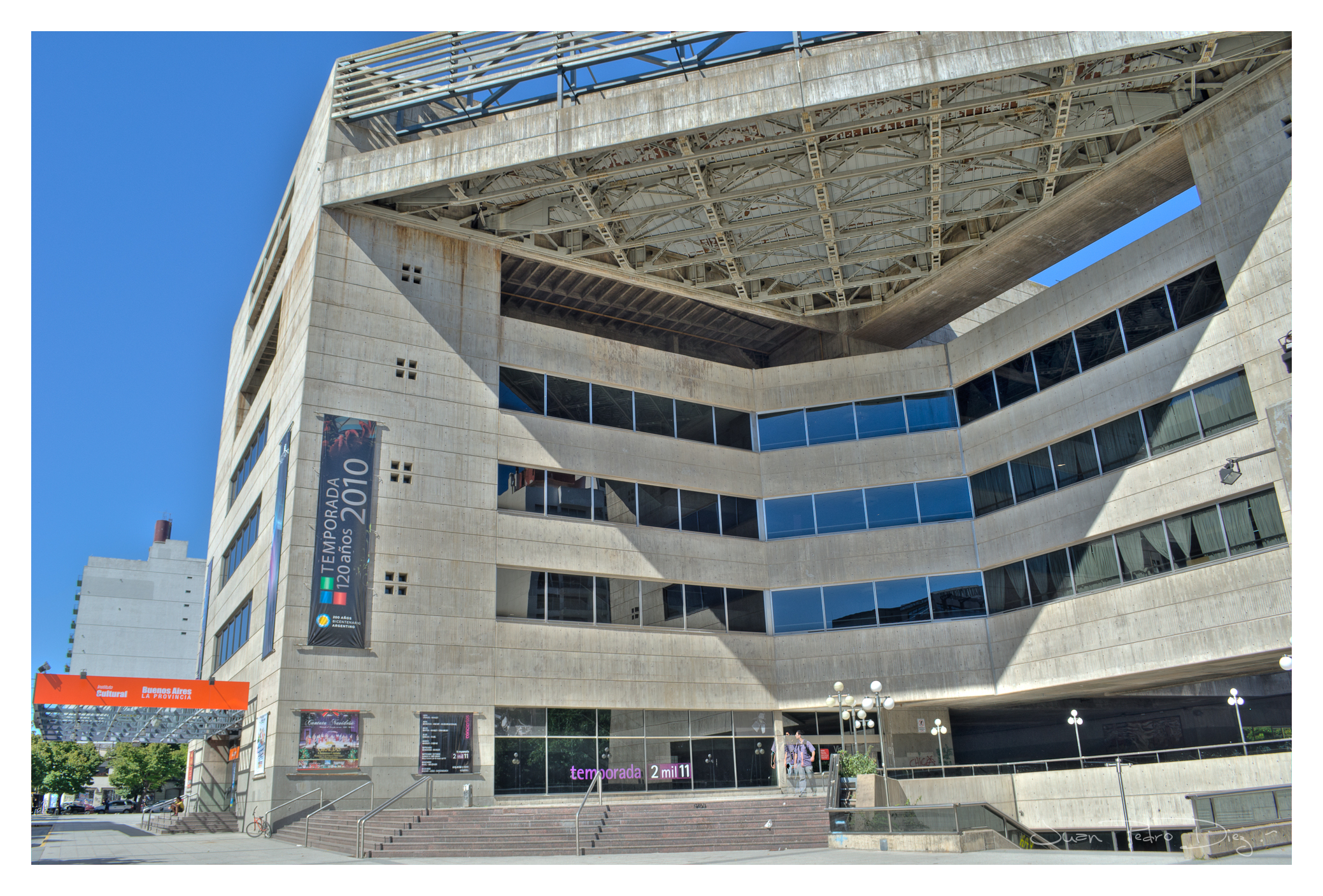
Teatro Argentino de La Plata

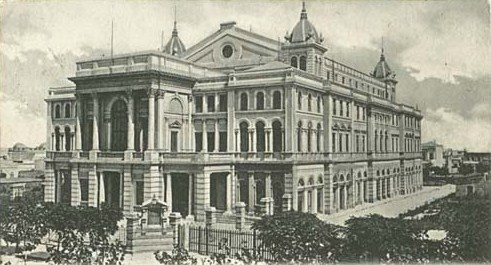
O antigo Teatro Argentino (1904)

O Teatro Argentino de La Plata é o segundo mais importante teatro e casa de ópera da Argentina, após o Teatro Colón em Buenos Aires. O Teatro Argentino está localizado no centro da cidade La Plata, a capital da província de Buenos Aires. A casa ocupa o quarteirão limitado pelas ruas 9 e 10 e pelas avenidas 51 e 53.

## O prédio original
A construção original foi uma casa de ópera no estilo italiano clássico, conservando um estilo renascentista feito pelo arquiteto italiano Leopoldo Rocchi. A construção começou em 1887, cinco anos depois da fundação da cidade de La Plata. O auditório principal tinha capacidade para 1500 pessoas. Foi inaugurado na noite de 19 de novembro de 1890, com a ópera Otello do compositor italiano Giuseppe Verdi, com a soprano italiana Elvira Colonnese como Desdemona e o tenor uruguaio José Oxilia como Otello. O teatro cresceu rapidamente e assim estabeleceu uma orquestra e um coro. Uma companhia de balé também foi estabelecida em 1946. Entre tantos grandes artistas que já se apresentaram no Teatro estão Marian Anderson, Luisa Tetrazzini, Tito Schipa, Beniamino Gigli, Titta Ruffo e Mario del Monaco , músicos famosos incluem Pietro Mascagni, Richard Strauss (com a Filarmônica de Viena), Arthur Rubinstein, Claudio Arrau e Yehudi Menuhin.

## O prédio atual
Infelizmente, um incêndio destruiu a construção original em 1977, deixando apenas algumas paredes exteriores em pé. Mas o clamor nacional e internacional fez com que a ditadura militar que dominava a Argentina na época (o então chamado Processo de Reorganização Nacional) decidisse reconstruir a estrutura clássica original. Mas em vez disso, foi escolhido um estilo brutalista no Centro Teatral e Cultural, no mesmo quarteirão. Durante os anos de reconstrução (1977 - 1999), as companhias do teatro continuaram a produzir performances em vários teatros argentinos. Após muitos planos e dificuldades financeiras, o novo prédio foi finalmente inaugurado na noite de 12 de outubro de 1999, com gris com a música de Atilio Stampone e condução de Oscar Araiz .
O novo complexo inclui atualmente uma capacidade para 2.000 pessoas, com uma estrutura em forma de ferradura, comum na Europa. O auditório principal é chamado de Alberto Ginastera, em homenagem ao famoso compositor argentino. Um enorme lustre de três toneladas de bronze com 400 lâmpadas ocupa o centro do teto. 
O complexo também inclui um pequeno auditório com 300 lugares, chamado Ástor Piazzolla, como também áreas de ensaios. O prédio também conta com a Sala para Exibições emilio Pettoruti.